# 恰霍爾
恰霍爾（俄语：Чаа-Холь）图瓦语音译“查-霍勒”，是俄羅斯图瓦共和国的一个村庄以及恰霍爾區的行政中心。人口为3,250（2010年）。

## 历史
1887年建立，当时名为扎库勒。 在别洛沙尔斯克（俄语：Белоца́рск，今克孜勒）建立前，它是图瓦地区最重要的貿易中心。1941-1961年，恰霍爾是恰霍爾區的行政中心。在萨彦-舒申斯克水库蓄水期間，恰霍爾陷入了洪水區，並被轉移到新的地方。1992年，它再次成為恰霍爾區的中心。